# 国家成品油储备库
國家成品油儲備庫，是指以国家财政投资建设的，用于专门进行成品油（如：汽油、柴油、重柴油和航空煤油等）而非原油仓储储备的油库，主要用途是应对成品油市场价格波动以及保障国家在非正常时期的成品油供应安全，是国家战略物资储备的重要组成部分之一。